# Fraser Hollins
Fraser Hollins (* 1970 in Ottawa) ist ein kanadischer Jazzmusiker (Kontrabass, Komposition).

## Leben und Wirken
Hollins erhielt ab dem Alter von sieben Jahren klassischen Geigen- und Klavierunterricht. In der High School begann er Bassgitarre zu spielen und trat in Rock- und Fusionjazz-Gruppen auf. 1989 wechselte er zum Kontrabass. 1990 begann er sein Musikstudium an der Universität Ottawa, das er von 1991 bis 1994 an der Concordia University in Montreal vertiefte. 1999 nahm Fraser am Banff International Jazz Workshop bei Kenny Werner, Dave Douglas, Joe Lovano und Dave Holland teil. Im November 1999 zog er für sechs Monate nach New York, um mit einem Stipendium des Canada Council bei Gary Peacock und Marc Johnson zu studieren. Im Herbst 2000 nahm er, unterstützt vom Conseil des Arts et des Lettres du Québec, Kompositionsunterricht bei Jim McNeely. Zwischen 2001 und 2004 absolvierte er sein Masterstudium an der Manhattan School of Music bei Jay Anderson, Garry Dial, Dick Oatts, Mike Abene, Ludmila Ulehla und Dave Liebman.
Nach seinem Master-Abschluss blieb Hollins bis zum Herbst 2005 in New York, um dann wieder nach Montreal zurückzukehren. Mit seinem Quartett, zu dem Joel Miller am Saxophon, Steve Amirault am Klavier und Karl Jannuska am Schlagzeug gehörten, veröffentlichte er 2010 sein Debütalbum Aerial mit eigenen Kompositionen. 2016 folgte mit Treehouse sein zweites Album mit seinem Quartett in unveränderter Besetzung. Ab Herbst 2021 arbeitete er mit seinem Quartett The Phoenix mit Samuel Blais am Alt- und Baritonsaxophon sowie an der Klarinette, Carlos Jiménez an der Gitarre und Rich Irwin am Schlagzeug. Weiterhin gehörte er zu Joel Millers „Mandala“, dem Christine Jensen Jazz Orchestra, dem Rémi Bolduc Jazz Ensemble und dem Jean-Christophe Béney Quartett. Zudem arbeitete er mit Don Thompson, Kelly Jefferson, Guido Basso, Kevin Hays, Ingrid Jensen, Brad Turner, Geoffrey Keezer, Kurt Rosenwinkel, Ben Monder, Dave Liebman, Max Wild, Amanda Monaco, Donny McCaslin, Jon Cowherd, Jerry Bergonzi, George Garzone und Seamus Blake. Er ist auch auf Alben von The Tone Poets und dem Bernard Primeau Jazz Ensemble zu hören.
Seit 2006 lehrt Hollins als Instructor an der McGill University, wo er Improvisationskurse und Privatstunden gibt sowie Ensembles unterrichtet. Seine Komposition „Halfway Home“ wurde von Christine Jensen auf ihrer CD A Shorter Distance und „Cornered Coach“ auf Josh Ragers Time and Again aufgenommen.